# Мерседес Пас
Мерседес Марія Пас (ісп. Mercedes María Paz, ісп. вимова: [meɾˈseðez maˈɾi.a ˈpas], нар. 27 червня 1966) — колишня аргентинська тенісистка.
Здобула три одиночні титули туру WTA. 
Найвищу одиночну позицію рейтингу WTA — 28 місце досягнула 29 квітня 1991, парну — 12 місце — 24 вересня 1990 року.
Завершила кар'єру 1998 року.

## Фінали Туру WTA

### Одиночний розряд 6 (3–3)
| Легенда                       |
| ----------------------------- |
| Турніри Великого шолома (0/0) |
| WTA Championships (0/0)       |
| Virginia Slims (1/1)          |
| Tier I (0/0)                  |
| Tier II (0/0)                 |
| Tier III (0/0)                |
| Tier IV & V (2/2)             |

| Результат | Ранг | Дата             | Турнір                                | Покриття   | Опонент          | Рахунок       |
| --------- | ---- | ---------------- | ------------------------------------- | ---------- | ---------------- | ------------- |
| Перемога  | 1.   | 18 березня 1985  | Сан-Паулу, Бразилія                   | Ґрунт      | Лаура Аррая      | 5–7, 6–1, 6–4 |
| Поразка   | 1.   | 20 жовтня 1986   | Сінгапур                              | Тверде (i) | Джиджі Фернандес | 6–4, 2–6, 6–4 |
| Поразка   | 2.   | 10 жовтня 1988   | Сан-Хуан, Пуерто-Рико                 | Тверде     | Енн Мінтер       | 2–6, 6–4, 6–3 |
| Перемога  | 2.   | 7 листопада 1988 | Гуаружа, Бразилія                     | Тверде     | Рене Сімпсон     | 7–5, 6–2      |
| Поразка   | 3.   | 17 липня 1989    | Брюссель, Бельгія                     | Ґрунт      | Радка Зрубакова  | 7–6(8–6), 6–4 |
| Перемога  | 3.   | 21 травня 1990   | Internationaux de Strasbourg, Франція | Ґрунт      | Енн Гроссман     | 6–2, 6–3      |

### Парний розряд 40 (22–18)
| Легенда                       |
| ----------------------------- |
| Турніри Великого шолома (0/0) |
| WTA Championships (0/1)       |
| Virginia Slims (7/2)          |
| Tier I (0/1)                  |
| Tier II (1/5)                 |
| Tier III (2/1)                |
| Tier IV & V (12/8)            |

| Результат | Ранг | Дата              | Турнір                                                | Покриття   | Партнер               | Опоненти                                  | Рахунок              |
| --------- | ---- | ----------------- | ----------------------------------------------------- | ---------- | --------------------- | ----------------------------------------- | -------------------- |
| Перемога  | 1.   | 1 жовтня 1984     | Токіо, Японія                                         | Тверде     | Ронні Рейс            | Емілсе Лонго Адріана Віллагран            | 6–4, 7–5             |
| Перемога  | 2.   | 18 березня 1985   | São Paulo, Бразилія                                   | Ґрунт      | Габріела Сабатіні     | Чілла Бартош-Черепі Ніжі Діас             | 7–5, 6–4             |
| Перемога  | 3.   | 19 серпня 1985    | Monticello, USA                                       | Тверде     | Габріела Сабатіні     | Kateřina Böhmová Андреа Голікова          | 5–7, 6–4, 6–3        |
| Перемога  | 4.   | 10 листопада 1986 | San Juan, Пуерто-Рико                                 | Тверде     | Лорі Макніл           | Джиджі Фернандес Робін Вайт               | 6–2, 3–6, 6–4        |
| Перемога  | 5.   | 1 грудня 1986     | Буенос-Айрес, Аргентина                               | Ґрунт      | Лорі Макніл           | Манон Боллеграф Ніколе Мунс-Ягерман       | 6–1, 2–6, 6–1        |
| Поразка   | 1.   | 30 березня 1987   | Wild Dunes, USA                                       | Ґрунт      | Кенді Рейнолдс        | Лаура Аррая Тіна Шоєр-Ларсен              | 6–4, 6–4             |
| Перемога  | 6.   | 6 квітня 1987     | Volvo Car Open, USA                                   | Ґрунт      | Ева Пфафф             | Зіна Гаррісон Лорі Макніл                 | 7–6(8–6), 7–5        |
| Перемога  | 7.   | 30 листопада 1987 | Buenos Aires, Аргентина                               | Ґрунт      | Габріела Сабатіні     | Джилл Гетерінгтон Крістіан Жоліссен       | 6–2, 6–2             |
| Поразка   | 2.   | 7 грудня 1987     | Гуаружа, Бразилія                                     | Тверде     | Джилл Гетерінгтон     | Катріна Адамс Черіл Джонс                 | 6–4, 4–6, 6–4        |
| Перемога  | 8.   | 4 липня 1988      | Swedish Open, Швеція                                  | Ґрунт      | Сандра Чеккіні        | Лінда Феррандо Сільвія Ла Фратта          | 6–0, 6–2             |
| Перемога  | 9.   | 11 липня 1988     | Брюссель, Бельгія                                     | Ґрунт      | Тіна Шоєр-Ларсен      | Катарина Малеєва Раффаелла Реджі          | 7–6(7–3), 6–1        |
| Перемога  | 10.  | 7 листопада 1988  | Гуаружа, Бразилія                                     | Тверде     | Беттіна Фулько        | Карін Баккум Сімоне Шилдер                | 6–3, 6–4             |
| Перемога  | 11.  | 1 травня 1989     | Таранто, Італія                                       | Ґрунт      | Сабрина Голеш         | Софі Ам'яш Емманюель Дерлі                | 6–2, 6–2             |
| Поразка   | 3.   | 8 травня 1989     | Мастерс Рим, Італія                                   | Ґрунт      | Манон Боллеграф       | Елізабет Смайлі Janine Thompson           | 6–4, 6–3             |
| Перемога  | 12.  | 22 травня 1989    | Страсбург, Франція                                    | Ґрунт      | Юдіт Візнер           | Ліз Грегорі Гретхен Магерс                | 6–3, 6–3             |
| Поразка   | 4.   | 10 липня 1989     | Arcachon, Франція                                     | Ґрунт      | Бренда Шульц-Маккарті | Сандра Чеккіні Patricia Tarabini          | 6–3, 7–6(7–5)        |
| Перемога  | 13.  | 17 липня 1989     | Брюссель, Бельгія                                     | Ґрунт      | Манон Боллеграф       | Карін Баккум Simone Schilder              | 6–1, 6–2             |
| Перемога  | 14.  | 24 липня 1989     | Båstad, Швеція                                        | Ґрунт      | Тіна Шоєр-Ларсен      | Сабрина Голеш Катарина Малеєва            | 6–2, 7–5             |
| Перемога  | 15.  | 11 грудня 1989    | Гуаружа, Бразилія                                     | Тверде     | Patricia Tarabini     | Клаудія Чабалгойті Лусіана Корсато        | 6–2, 6–2             |
| Поразка   | 5.   | 2 квітня 1990     | Volvo Car Open, USA                                   | Ґрунт      | Наташа Звєрєва        | Мартіна Навратілова Аранча Санчес Вікаріо | 6–2, 6–1             |
| Перемога  | 16.  | 9 квітня 1990     | Amelia Island Championships, USA                      | Ґрунт      | Аранча Санчес Вікаріо | Regina Kordová Андреа Темешварі           | 7–6(7–5), 6–4        |
| Перемога  | 17.  | 16 квітня 1990    | Тампа, USA                                            | Ґрунт      | Аранча Санчес Вікаріо | Лаура Аррая Сандра Чеккіні                | 6–2, 6–0             |
| Перемога  | 18.  | 23 квітня 1990    | Барселона, Іспанія                                    | Ґрунт      | Аранча Санчес Вікаріо | Сабрина Голеш Patricia Tarabini           | 6–7(7–9), 6–2, 6–1   |
| Перемога  | 19.  | 9 липня 1990      | Båstad, Швеція                                        | Ґрунт      | Тіна Шоєр-Ларсен      | Карін Баккум Nicole Muns-Jagerman         | 6–3, 6–7(10–12), 6–2 |
| Поразка   | 6.   | 13 серпня 1990    | LA Women's Tennis Championships, USA                  | Тверде     | Габріела Сабатіні     | Джиджі Фернандес Яна Новотна              | 6–3, 4–6, 6–4        |
| Поразка   | 7.   | 15 жовтня 1990    | Porsche Tennis Grand Prix, Німеччина                  | Тверде (i) | Аранча Санчес Вікаріо | Mary Joe Fernández Зіна Гаррісон          | 7–5, 6–3             |
| Поразка   | 8.   | 12 листопада 1990 | Фінал WTA, USA                                        | Килим      | Аранча Санчес Вікаріо | Кеті Джордан Елізабет Смайлі              | 7–6(7–4), 6–4        |
| Поразка   | 9.   | 8 квітня 1991     | Amelia Island Championships, USA                      | Ґрунт      | Наташа Звєрєва        | Аранча Санчес Вікаріо Гелена Сукова       | 4–6, 6–2, 6–2        |
| Поразка   | 10.  | 20 травня 1991    | Страсбург, Франція                                    | Ґрунт      | Манон Боллеграф       | Лорі Макніл Стефані Реге                  | 6–7(2–7), 6–4, 6–4   |
| Поразка   | 11.  | 8 липня 1991      | Internazionali Femminili di Tennis di Palermo, Італія | Ґрунт      | Лаура Гарроне         | Петра Лангрова Марі П'єрс                 | 6–3, 6–7(5–7), 6–3   |
| Поразка   | 12.  | 15 липня 1991     | Сан-Марино                                            | Ґрунт      | Лаура Гарроне         | Керрі-Енн Г'юз Нісія Акемі                | 6–0, 6–3             |
| Поразка   | 13.  | 11 листопада 1991 | Індіанаполіс, USA                                     | Тверде (i) | Катріна Адамс         | Патті Фендік Джиджі Фернандес             | 6–4, 6–2             |
| Перемога  | 20.  | 2 грудня 1991     | São Paulo, Бразилія                                   | Ґрунт      | Інес Горрочатегі      | Рената Марцинковська Лаура Глітц          | 6–2, 6–2             |
| Поразка   | 14.  | 18 травня 1992    | Страсбург, Франція                                    | Ґрунт      | Лорі Макніл           | Патті Фендік Андреа Стрнадова             | 6–3, 6–4             |
| Поразка   | 15.  | 24 серпня 1992    | Southern California Open, USA                         | Тверде     | Кончита Мартінес      | Яна Новотна Лариса Савченко-Нейланд       | 6–1, 6–4             |
| Поразка   | 16.  | 26 квітня 1993    | Таранто, Італія                                       | Ґрунт      | Петра Лангрова        | Деббі Грем Brenda Schultz-McCarthy        | 6–0, 6–4             |
| Поразка   | 17.  | 26 липня 1993     | Connecticut Open, USA                                 | Тверде     | Мануела Малеєва       | Elizabeth Smylie Гелена Сукова            | 6–1, 6–2             |
| Перемога  | 21.  | 31 січня 1994     | ASB Classic, Нова Зеландія                            | Тверде     | Патрісія Гі           | Дженні Бірн Джулі Річардсон               | 6–4, 7–6(7–3)        |
| Перемога  | 22.  | 24 квітня 1995    | Zagreb, Хорватія                                      | Ґрунт      | Рене Сімпсон          | Лаура Голарса Іріна Спирля                | 7–5, 6–2             |
| Поразка   | 18.  | 14 липня 1997     | Палермо, Італія                                       | Ґрунт      | Флоренсія Лабат       | Сільвія Фаріна-Елія Барбара Шетт          | 2–6, 6–1, 6–4        |